# Велика Городниця
Горо́дниця (Вели́ка Горо́дниця)— село в Україні, у Ярославицькій сільській громаді Дубенського району Рівненської області. Населення становить 697 осіб.

## Географія
Через село протікає річка Зборів, права притока Стиру.
Населений пункт розташований біля перехрестя доріг Дубно – Луцьк і Ярославичі – Острожець, на відстані 40 км від районного центру (м. Дубно) та 67 від обласного центру (м. Рівне).

## Населення

### Мова
Розподіл населення за рідною мовою за даними перепису 2001 року:
| Мова       | Кількість | Відсоток |
| ---------- | --------- | -------- |
| українська | 693       | 99.43%   |
| російська  | 4         | 0.57%    |
| Усього     | 697       | 100%     |

## Походження назви
Назва походить від слів «город», «місто». Однак це не типове словотворення: до «города» приєднано суфікс «ниць», тобто, це город, до якого припадали ниць, якому вклонялися чолом, підносили славу. Можливо, так було колись насправді.
Окремі старожили схильні вважати, що у цій місцині колись розташовувався город із назвою Ніца. З часом два слова злилися, утворивши топонім Городниця. За більш поширеною, але менш фактологічно достовірною версією, «городниця» – поселення на місці давньоруського городища – залишків укріпленого міста (города).
Інша версія походження назви села -  від слова «городник», так називалася категорія селян в Україні за часів середньовіччя, котрі мали присадибні ділянки (городи) і сплачували феодалові податок овочами (городиною), відповідно, Городниця – поселення городників.

## Історія села
В архівних документах село Городниця вперше згадується під такою назвою в акті від 3 липня 1396 року, як власність князя Федора Даниловича Острозького, у грамоті, яку великий князь Вітовт підтверджує князю Федору Даниловичу його права як спадкоємця по батькові на Остріг з селами, які до нього відносяться, а також з своєї сторони надає йому села Бродів, Радоселки, Радогоща, Межиріччя,Дяків, Свищів, Озеряни, Городницю та два ставки.

Згодом село згадано в акті від 16 жовтня 1568 року — у скарзі Яроша Вільги, конюха Київського воєводи князя Костянтина Острозького про нанесення побоїв та пограбування його слугами під селом Городниця.
У 1649–1654 рр. Городниця стала свідком козацьких походів: на околиці села в ті часи стояв стародавній замок, поблизу якого люди ще протягом багатьох років знаходили залишки посуду, козацькі люльки тощо.

1740 рік — село Городниця згадується в скарзі Михайла Калетинського на козацького полковника Савву за нанесення побоїв.
Видання «Історико-статистичного опису церков і приходів Волинської єпархії» М. І. Теодоровича свідчить, що у XVIII ст. Городниць було дві — Велика та Мала:
|  | "Село Велика Городниця, волості Ярославицької від Житомира 243 вер., від ближ. приходу с. Ярославич 3 вер., і с. Залав'я 1 вер., Церква в ім'я Різдва Пресвятої Богородиці. Побудована в 1865 році на кошти казни. Дерев'яна, на кам'яному фундаменті. Церковних принадлежностей достатньо. Проводи проводяться в Фомин понеділок. Землі 35 десятин 25 саж. План на цю землю є. По якості ґрунту земля суглиниста. Від церкви в 2/2 і 1 1/2 вер. Причт: священик 300 крб і псаломщик 50 крб. Для священика будинок і господарчі будівлі старі і являють власність спадкоємців колишнього місцевого священика Григорія Тучапського. Псаломщик живе в громадському будинку, а господарчі будівлі складають його власність. Церковно-прихідської школи немає. В приході є два водяних млини. Дворів: 251/4, прихожан 198 душ, рим.-катол. 9 душ, євреїв 12 душ, німців-колоністів 225 душ. Священик Олександр Іванович Левитський (з 1881 р., а на службі з 1871 р.), і псаломщик Микола Гаврилович Рижковський (з 1856 р.). До цього приходу приписана церква в с. Мала Городниця в 1 вер. Село Мала Городниця, волості Ярославицької. Церква в ім'я Покрови Богородиці. Побудована в 1867 році за церковні кошти. Дерев'яна, з такою ж дзвіницею. Церковних принадлежностей достатньо. В церкві є Благодатна ікона Божої Матері. Отпусти бувають 15 серпня і 14 вересня. Проводи проводять в Фомин вівторок. Землі: присадибна з городом 1 десятина, орної землі 12 десятин 1, 987 саж. І сінокосу 6 десятин 1, 527 саж. На цю землю є план при церкві, а також документи, дані колишнім місцевим поміщиком Андрієм Свідзинським і які зберігаються в архіві Волинської духовної Консисторії. Будинків і господарчих будівель для причту немає. Церковно-прихідської школи немає. Дворів: 14 ½, прихожан 120 душ. Церква ця приписана до приходу с. Великої Городниці в 1 милі." |

У 1881 році в Городниці побувала українська письменниця Леся Українка разом зі своєю матір'ю та сестрами.

Згідно з Ризьким договором 1921 року територія села відійшла до Польщі, ставши частиною Волинського воєводства. На той час у Малій Городниці діяло однокласне земське училище.

Частина земель поблизу села Мала Городниця належали пану Подчашинському Федору Тимофійовичу, який працював головним суддею міста Луцька. Решта земель належали пану Василю Колмакову. Пан Колмаков мав всього 2 тис. гектарів землі, у тому числі ліси і сінокоси.
Під час Першої світової війни у Городниці стояли австрійські війська. Тут розташовувався фронтовий госпіталь.
7 (20) листопада 1917 року, відповідно до Третього Універсалу Української Центральної Ради, увійшло до складу Української Народної Республіки.
У 1920 році через село проходили військові на чолі з С. Будьонним. Неподалік села відбувся бій, який поляки програли.
У цей період в селі діяли: церква та приходська школа при ній, водяний млин, ресторан (власником якого був чех Габзіла), швейна майстерня.
17 вересня 1939 року в селі було встановлено Радянську владу. Поміщицькі і церковні землі було конфісковано і передано на користування селянам. Пана В. Волосєвича, як поміщика, заарештували і відвезли в Дубенську тюрму, де він помер від катувань. Його дружину та дітей вивезли на заслання в Казахстан. Дружина невдовзі померла, а сини залишились живими. З початком Другої світової війни вони опинились на фронті.
26 червня 1941 року село Городниця було окуповане німецькими військами.

## Спалення села
У середу, 14 липня 1943 року, рано-вранці, ще до сходу сонця, у Городницю приїхали каральні загони німців. Городничани протягом трьох днів, з часу, коли в селі було вбито німецького солдата, були в очікуванні того, що має щось статись. Адже напередодні довкола села на відстані 10-15 кілометрів чулися вибухи снарядів і бомб, а в небо піднімались вогняні язики та стовпи чорного диму. Саме тому сільські родини об'єднувалися в групи і щоночі по черзі вартували, щоб, у разі небезпеки, можна було б повідомити односельчанам і шукати порятунку втечею. Того дня, відчуваючи небезпеку, жителі села кинулись у поля, засіяні житом та в найближчий гай. Але села Мала і Велика Городниці були уже оточені німцями. Вони відразу почали ходити по вулицях від хати до хати і шукати людей. Спійманих людей та худобу німці виводили на вулицю. Багато жінок і дітей пізніше було вивезено до Німеччини на примусові роботи, а худобу було забрано на м'ясо.
В селі Мала Городниця німці спіймали 7 чоловіків, серед яких був і церковний староста Родюк Яків. Вони відвели їх до сільської Покровської церкви, збудованої ще в 1867 році, і спалили живцем. Коли попелище вже згасло, ті, хто врятувався, розгребли його і знайшли обгорілі трупи. Церковний староста був знайдений скляклим біля святого Престолу з ключами від храму в руках.
В селі Велика Городниця німці захопили більше тридцяти чоловіків, яких загнали в сільську клуню поблизу церкви і, обливши бензином, підпалили. Очевидці розповідають, що, розгрібаючи залишки на згарищі, знайшли обгорілий скелет чоловіка, який прикрив собою свою малолітню доньку, рятуючи її від вогню.
На місці згарища стоїть поминальний хрест, як спомин про пережиту трагедію.
З покоління в покоління серед односельчан передаються перекази цього страшного дня. Написано декілька пісень, слухаючи які затамовуєш подих, стає частіше битися серце і течуть сльози.
Щоб чорний день 14 липня 1943 року був останнім чорним днем в історії села, всі городничани старанно молять Бога за вічний спокій загиблих і щиро вірять, що милосердний Господь буде берегти нашу землю і наш народ у мирі та спокої.

## Повоєнний період
12 лютого 1944 року війська Другого Українського Фронту вигнали з Городниці і навколишніх сіл  німецьких загарбників.

Одразу ж було створено Городницьку сільську раду, відкрито школу. Перший набір (примусова мобілізація) на війну — 9 березня 1944 року. З сіл Велика і Мала Городниця на фронт було призвано 37 чоловіків.
Після війни розпочалась відбудова народного господарства. В селі Городниця в 1949 році був створений колгосп. Першим головою колгоспу був Табачук Т., а першим головою сільської ради — Троцюк М.. В Городниця була тракторна бригада (від Малинської МТС).
У 1951 році побудовано тваринницьку ферму.

У 1954 році в селі збудували клуб, у приміщенні якого розташувала сільська рада та бібліотека.

У 1959 році за кошти місцевого колгоспу збудовано нове приміщення школи.

З 6 квітня 1960 року села, що входили до складу Городницької сільської ради, перейшли в підпорядкування Ярославицькій сільській раді. 

У 1961 році в селі почала діяти електростанція, що обслуговувала села Велика Городниця, Мала Городниця, Ворсин.

У 1990 році в селі побудовано нове приміщення початкової школи.
20 жовтня 1990 року було освячене місце під забудову церкви Різдва Пресвятої Богородиці.  Навесні 1991 р. розпочалось будівництво, яке закінчилось у вересні 1992 року. Церква була збудована на кошти прихожан та людей доброї волі.
На даний час кількість населення в селі – 646 чоловік. У селі діє приватне підприємство «Агро-Експрес-Сервіс», управління газового господарства «ПАТ Рівнегаз».
На території села функціонують: Городницька філія Ярославицької ЗОШ I – III ст., клуб, бібліотека, фельдшерсько-акушерський пункт.

Нині в селі проживає 646 чоловік, кількість дворів — 236.

## Органи влади
Городниця знаходилася у підпорядкуванні Ярославицької сільської ради.

Сільський голова Прудніков Леонід Анатолійович (2015 рік).
12 червня 2020 року, відповідно до розпорядження Кабінету Міністрів України № 722-р від «Про визначення адміністративних центрів та затвердження територій територіальних громад Рівненської області», увійшло до складу Ярославицької сільської громади.
19 липня 2020 року, в результаті адміністративно-територіальної реформи та ліквідації Млинівського району, село увійшло до складу Дубенського району.

## Підприємства
Приватне підприємство «Агро-Експрес-Сервіс», генеральний директор Костючко Сергій Степанович.

## Освіта
Городницька філія Ярославицької ЗОШ I–III ст.

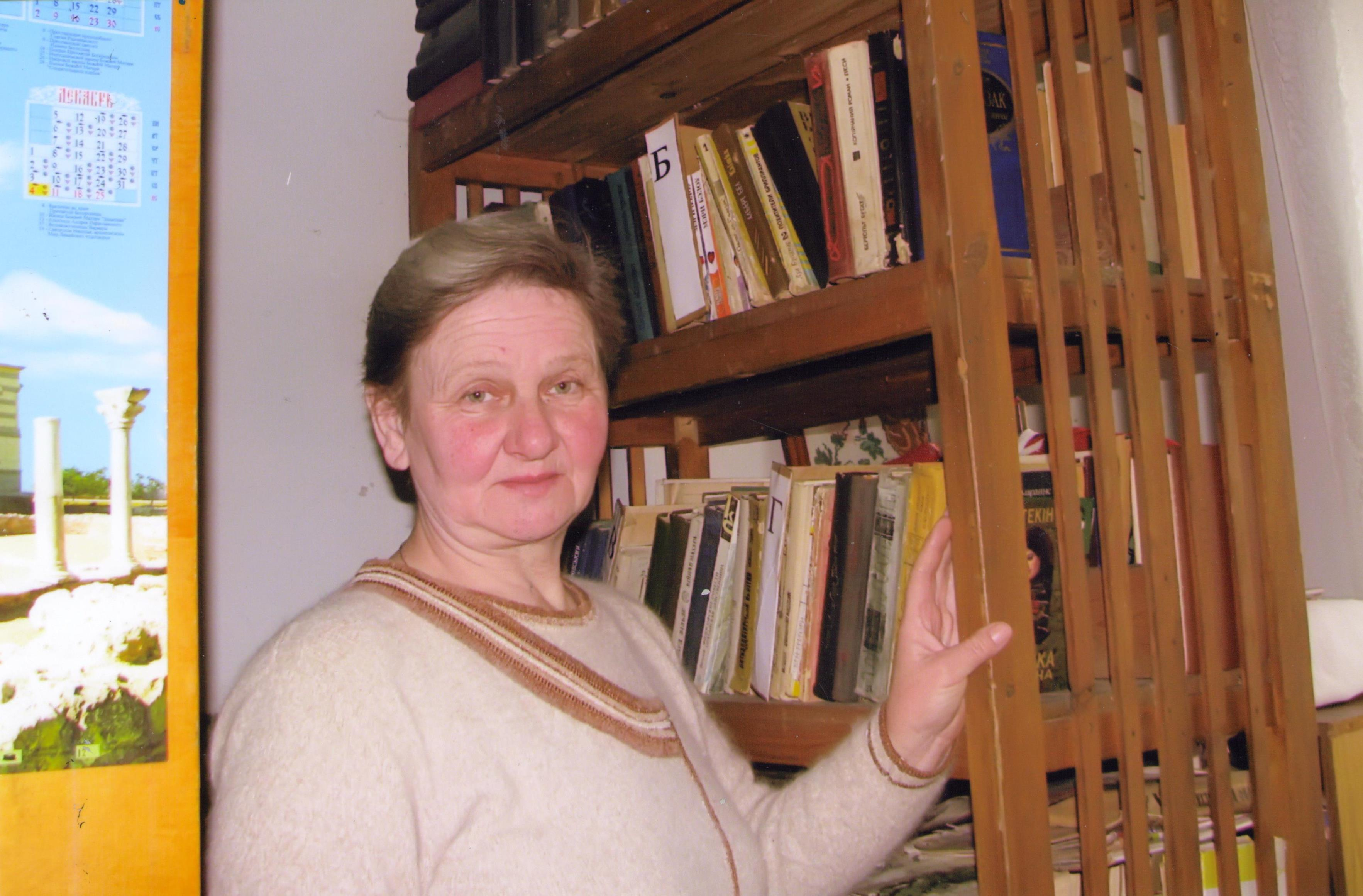
Анна Ровнова, бібліотекар публічно-шкільної бібліотеки с. Городниця

## Культура
- Клуб села Городниця
- Публічно-шкільна бібліотека села Городниця

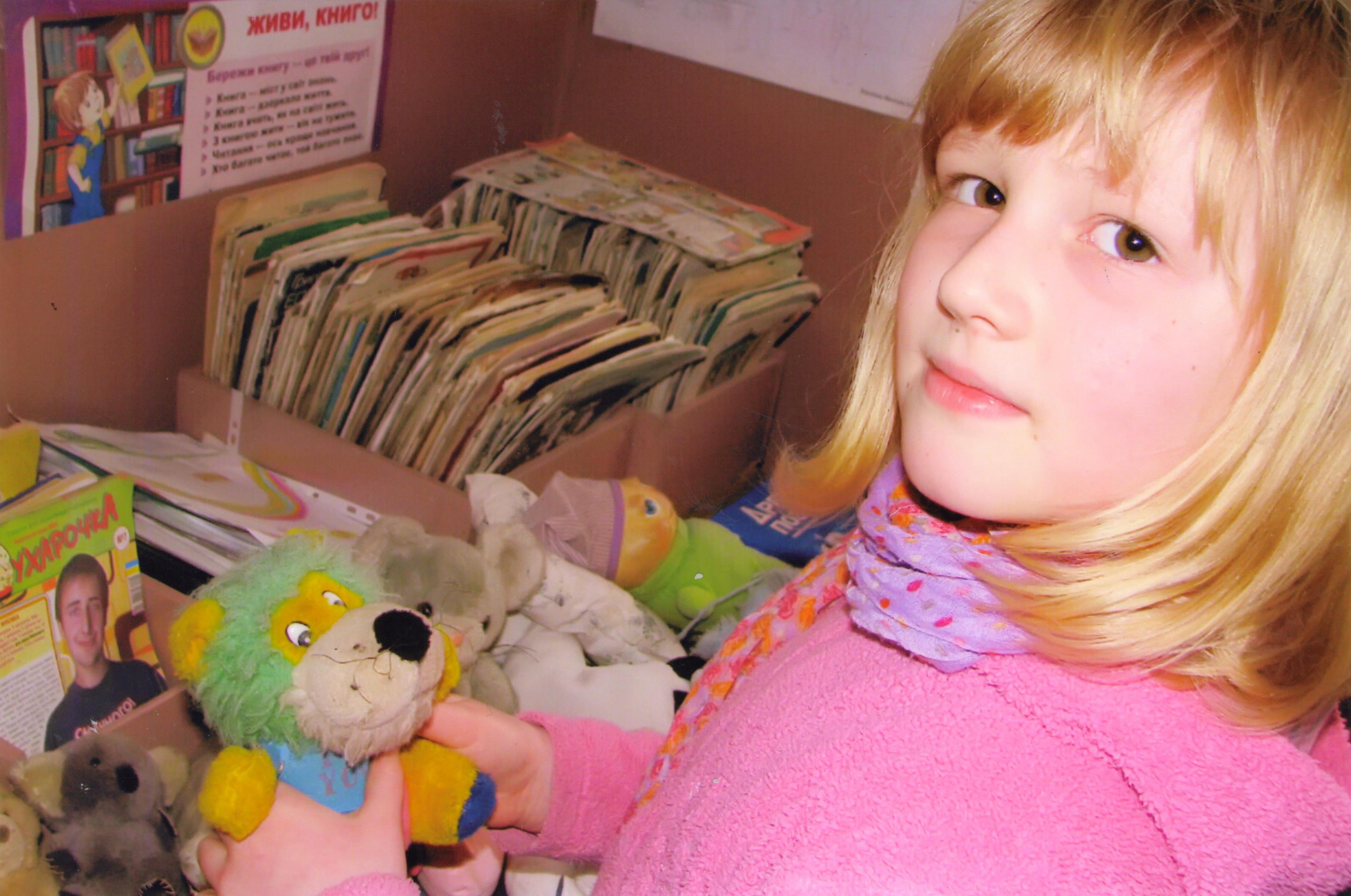
Маленька читачка

У 1949 році в селі було відкрито бібліотеку, фонд якої нараховував 400 книг. Вона займала кімнату в приміщенні клубу. Завідувачкою бібліотеки була Олександра Яковенко.

У жовтні 2002 року було проведено реорганізацію бібліотечної системи: сільські бібліотеки були об'єднані з шкільними. З цього часу бібліотека працює за напрямком «духовне відродження». Так, бібліотекар проводить уроки духовності у школах с. Городниця та с. Боремець (на основі підручників «Хто придумав цей світ», «Найкраще творіння», «Християнський буквар»), різні тематичні заходи з нагоди релігійних свят.

Сьогодні, у розпорядженні бібліотеки дві кімнати в приміщенні, де знаходиться школа та медпункт. Фонд публічно-шкільної бібліотеки становить близько 6 тисяч примірників. Бібліотека обслуговує 550 читачів.

Завідувачка бібліотеки: Ровнова Анна Петрівна.

## Релігія
Церква на честь Різдва Пресвятої Богородиці [Православна Церква України]

## Медицина
Фельдшерсько-акушерський пункт с. Городниця